# 拉罗谢特 (上阿尔卑斯省)
拉罗谢特（法語：La Rochette，法語發音：[la ʁɔʃɛt] ⓘ）是法国上阿尔卑斯省的一个市镇，属于加普区。

## 地理
拉罗谢特（44°35'41"N, 6°9'22"E）面积10.34 平方千米，位于法国普罗旺斯-阿尔卑斯-蓝色海岸大区上阿尔卑斯省，该省份为法国东南部内陆省份，北起萨瓦省，西北接伊泽尔省，西南接德龙省，南至上普罗旺斯阿尔卑斯省，东北部与意大利接壤。
与拉罗谢特接壤的市镇（或旧市镇、城区）包括：昂塞勒、新拉巴蒂、旧拉巴蒂、福雷圣于连、加普、朗博。

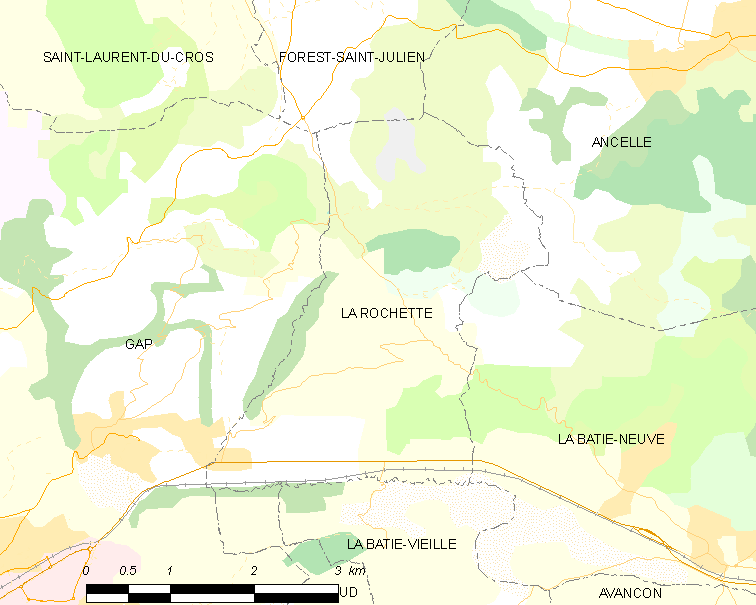
的OSM定位图

拉罗谢特的时区为UTC+01:00、UTC+02:00（夏令时）。

## 行政
拉罗谢特的邮政编码为05000，INSEE市镇编码为05124。

## 政治
拉罗谢特所属的省级选区为绍尔日县。

## 人口

1962-2008年间人口变化图示

拉罗谢特于2022年1月1日时的人口数量为473人。